# Logania albiflora
Logania albiflora är en tvåhjärtbladig växtart som först beskrevs av Henry Charles Andrews, och fick sitt nu gällande namn av George Claridge Druce. Logania albiflora ingår i släktet Logania och familjen Loganiaceae. Inga underarter finns listade i Catalogue of Life.